# 波罗乃兹火箭炮
波罗乃兹火箭炮是白俄罗斯于2010年代推出的一型远程多管火箭炮，有左右两个模块共八个发射箱，发射300毫米卫星/ 惯性（GNSS/INS）制导火箭弹，命名来自波罗乃兹（波兰舞曲）。該多管火箭炮系統是白俄羅斯與中國合作開發的。火箭炮目前被白俄羅斯陸軍第336火箭炮旅第77獨立火箭砲營裝備。

## 简介
2013年，白俄罗斯和中国开始联合研制波罗乃兹火箭炮。火箭炮系统由白俄罗斯自行研制，使用中国产A200系统制导火箭弹，发射车为白俄罗斯明斯克轮式牵引车厂生产的8轮重型越野车。于2015年5月9日明斯克勝利日阅兵上首次亮相。同年在中国试射成功，白俄罗斯总统卢卡申科对中国的支持表达了感谢。2015年起在白俄罗斯生产，2016年8月首批入役白俄罗斯武装部队第336火箭炮旅。
2018年，阿塞拜疆向白俄罗斯购得波罗乃兹系统，並於2020年納卡戰爭期間投入使用。

## 改進型
2019年，白俄罗斯推出了升级版的波罗乃兹-M型火箭炮，使用A300系统增程制导火箭弹，同时卡车装备新型变速箱和生命保障系统。白俄罗斯国家军事工业委员会表示其本地化制造度将达到85%。2021年，白俄罗斯开始测试300公里射程的波罗乃兹-M型。

## 系统诸元
波罗乃兹火箭炮系统包括发射车、运输装载车、指挥控制车。8枚火箭弹可在50秒内向8个不同目标齐射，齐射准备时间为8分钟。一个火箭炮兵营（Divizion）配置为6辆发射车、3辆运输装载车和4辆指挥控制车。
- 发射车：3人，70公里/小时
- 运输装载车：3人，70公里/小时
- 指挥控制车：4人

| 型号         | 波罗乃兹                | 波罗乃兹-M              |
| ------------ | ----------------------- | ----------------------- |
| 火箭弹系统   | A200（白军方代号B-200） | A300（白军方代号B-300） |
| 底盘         | MZKT-7930-300           | MZKT-7930-313           |
| 最大射程     | 200公里                 | 290公里                 |
| 最小射程     | 50公里                  | 120公里                 |
| 最大齐射数量 | 8枚                     | 8枚                     |

## 使用国
- 白俄羅斯